# Lista de membros da Royal Society eleitos em 1997
Esta é uma lista de Membros da Royal Society eleitos em 1997.

## Fellows
- Christopher Michael Bate
- John Michael Brady[2]
- Michael George Bulmer
- John Burland
- Richard Dickinson Chambers
- Colin Whitcomb Clark
- David Clary
- Laurence Eaves
- Richard Fortey
- David Garner
- Douglas Gough
- Edward Hinch
- James Julian Bennett Jack
- Paul Gordon Jarvis
- Charles Kao[3]
- Barry Keverne
- Philip Kocienski
- Peter Kronheimer
- Philippa Marrack
- James Rankin Maxwell
- Tim Mitchison
- Richard Graham Michael Morris
- Chris Perrins
- George Pickett
- George Poste
- Kenneth Bannerman Milne Reid
- Alan Bernard Rickinson
- Leo Sachs
- Giacinto Scoles
- James Scott
- Wilson Sibbett
- Bernard Silverman
- Richard Sykes
- Richard Edward Taylor
- Neil Trudinger
- Robin Anthony Weiss
- Simon White
- Alan Windle
- Richard Dean Wood
- Graham Charles Wood

## Foreign Members of the Royal Society (ForMemRS)
- Thomas Eisner (m. 2011)[4]
- Walter Jakob Gehring
- Roy Glauber
- Martin Kruskal (1925-2006)
- George Andrew Olah
- Stanley Prusiner[5]